# Cratere Masursky
Masursky  è un cratere sulla superficie di Marte.